# Fujiwara no Sanekata
Fujiwara no Sanekata (Nhật: 藤原実方 (Đằng Nguyên Thực Phương) ?-998) là nhà thơ waka Nhật Bản vào giữa thời kỳ Heian. Một trong những bài thơ của ông nằm trong tập thơ nổi tiếng Ogura Hyakunin Isshu. Ông có một tập thơ cá nhân mang tên Sanekata-shū.

## Tiểu sử
Sanekata là cháu chắt của Fujiwara no Tadahira, và là Thống lĩnh vệ quân. Ông được tiến cử bởi người cậu của mình là  Fujiwara no Naritoki.
Ông từng xuất hiện trong tập thơ Makura no Sōshi ( Ghi Nhanh Bên Gối) nên có tài liệu cho rằng ông là người tình của Sei Shōnagon, và trao thơ duyên với rất nhiều người phụ nữ khác nhau, có cuộc sống bay bướm trong chốn cung đình.
Sau này ông được bổ nhiệm làm trấn thủ tỉnh Mutsu, và ra đi trong thời gian trấn thủ ở đây.
Ông qua đời năm 998.

## Thơ Fujiwara no Sanekata
Sáu mươi bảy bài thơ của ông nằm trong tập thơ Nijūichidaishū từ tập thơ Shūi Wakashū ( Thập Di Tập) trở đi, và ông có chân trong Ba mươi sáu ca tiên.
Tập thơ cá nhân của ông mang tên Sanekata-shū (実方集?) vẫn còn được lưu truyền.
Bài thơ sau đây được đánh số 51 trong tập thơ Ogura Hyakunin Isshu do Fujiwara no Teika biên tập.
| Nguyên văn:                                                  | Phiên âm:                                                                 | Dịch thơ: | Diễn ý: |
| ------------------------------------------------------------ | ------------------------------------------------------------------------- | --- | --- |
| かくとだに えやはいぶきの さしも草 さし知らじな 燃ゆる思ひを | Kakutodani E yaha ibuki no Sashi mogusa Sashimo shiraji na Moyuru omoi wo | Thương nhớ mà nghẹn lời, Có biết cho tình tôi? Ngãi núi không đốt rụi, Cũng bùng cháy vì người. (ngũ ngôn) Nhớ thương mà tỏ không cùng, Không thiêu hết cỏ cũng bùng lửa yêu. (lục bát) | Muốn tỏ cùng nàng tôi nhớ nhung đến mức nào, Nhưng không sao nói nên lời. Không như lá ngãi cứu trên núi Ibuki cháy mãi không hết, Nhưng nàng đâu biết tình tôi đang bừng bừng. |

### Xuất xứ
Goshūi Wakashū ( Hậu Thập Di Tập), thơ luyến ái phần 1, bài 612.

### Hoàn cảnh sáng tác
Lời thuyết minh của tập Goshūi Wakashū cho biết đây là bài thơ đầu tiên một người đàn ông gửi đến người đàn bà để tỏ tình.

### Đề tài
Tình yêu nung nấu như ngọn lửa trong lòng.
Ngọn núi Ibuki (Y Xuy) nằm ở biên giới hai tỉnh Gifu và Ōmi, cách không xa tỉnh Kyōto. Có sách lại cho rằng nếu nổi tiếng về ngải cứu thì đó phải là núi Ibuki ở tỉnh Tochigi (gần Tōkyō). Lá ngải cứu hay sashimo (tức sashimo-gusa, thông thường gọi là yomogi) ở đó nổi tiếng là nhiều. Ngải cứu trong thơ tượng trưng cho mùa xuân là loại lá có hương thơm, màu xanh để nhuộm bánh, khi để khô đốt lên châm cứu chữa được nhiều bệnh (nhưng không biết có chữa được tâm bệnh của người trong cuộc không?).Tên văn chương gọi là cỏ bồng (bồng hao).Tác giả như muốn nói lửa tình đang bùng lên của mình cũng cháy hoài không tắt. Giọng văn rất mạnh mẽ, không e ngại.
Trong bài này, tác giả sử dụng nhiều kỹ thuật khác nhau. Trước hết là kake-kotoba (chữ đa nghĩa) vì Ibuki (tên núi) và iu (nói ra) rất gần gủi về âm thanh. Chữ sashimo trong sashimogusa (ngải cứu) của câu 3 và sashimo (một phó từ có nghĩa là "đến thế") của câu 4 được láy đi láy lại theo kỹ thuật jo-kotoba (chữ mào đầu). Đó cũng là trường hợp của hi trong omohi (omoi) là nhớ và hi là lửa. Ngoài ra sashimogusa (ngải cứu), moyuru (cháy), hi (lửa) lại là những engo (chữ liên hệ).
Để ý thêm là tác giả ngắt câu ở cuối câu thứ tư và dùng cả phép nghịch đảo.

## Đường dẫn bên ngoài
- McMillan, Peter. Năm 2010 (1 ed. Năm 2008). Một Trăm Nhà Thơ, Mỗi Vị Một Thơ. New York: Nhà xuất bản Đại Học Columbia.
- Suzuki Hideo, Yamaguchi Shin'ichi, Yoda Yasushi. Năm 2009 (Bản in đầu, Năm 1997). Genshoku: Ogura Hyakunin Isshu. Tokyo: Bun'eidō.
- Một trăm bài thơ Nhật Bản cổ (Hyakunin-isshu), biên dịch bởi by William N. Porter, 1909, tại trang sacred-texts.com
- Ogura Hyakunin Isshu, biên dịch bởi chimviet.free.fr Lưu trữ ngày 22 tháng 12 năm 2016 tại Wayback Machine